# Ota Keisuke (1979)
Keisuke Ota (sinh ngày 24 tháng 4 năm 1979) là một cầu thủ bóng đá người Nhật Bản.

## Sự nghiệp câu lạc bộ
Keisuke Ota đã từng chơi cho Avispa Fukuoka, Thespa Kusatsu, Minnesota Thunder và V-Varen Nagasaki.